# Borzicactus sulcifer
Borzicactus sulcifer ist eine Pflanzenart in der Gattung Borzicactus aus der Familie der Kakteengewächse (Cactaceae). Das Artepitheton sulcifer leitet sich von den lateinischen Worten sulcus für ‚Furche‘ sowie -fer für ‚-tragend‘ ab und verweist auf die quergefurchten Rippen der Art.

## Beschreibung
Borzicactus sulcifer wächst strauchig mit wenig verzweigten, niederliegenden bis aufsteigenden Trieben und erreicht bei Durchmessern von 2,5 bis 5 Zentimetern Längen von 1 bis 2 Metern. Es sind 8 bis 12 quergefurchte Rippen vorhanden, die in länglich sechseckige Felder gegliedert sind. Die darauf befindlichen Areolen stehen etwa 1 Zentimeter voneinander entfernt. Die 5 bis 15 Dornen sind braun bis grau und besitzen eine braune Spitze. Der Mitteldorn, der fehlen kann, selten sind auch zwei vorhanden, ist pfriemlich, abstehend und 1 bis 5 Zentimeter lang. Die pfriemlichen bis nadeligen Randdornen sind 5 bis 10 Millimeter lang.
Die röhren- bis trichterförmigen, schiefsäumigen, roten bis lachsroten Blüten erscheinen seitlich und sind sehr variabel. Sie sind etwa 5 bis 9,5 Zentimeter lang und weisen Durchmesser von 3 bis 6 Zentimetern auf. Ihr Perikarpell ist dicht und lang weiß bis braun, die Blütenröhre locker weiß bis braun bewollt. Die kugelförmigen, grünlichen Früchte sind beschuppt und behaart. Sie erreichen Durchmesser von etwa 1 Zentimeter.

## Verbreitung, Systematik und Gefährdung
Borzicactus sulcifer ist in den peruanischen Regionen La Libertad, Ancash und Lima in Höhenlagen von 2400 bis 3000 Metern verbreitet.
Die Erstbeschreibung als Loxanthocereus sulcifer erfolgte 1957 durch Werner Rauh und Curt Backeberg. Myron William Kimnach stellte die Art 1960 in die Gattung Borzicactus. Ein weiteres nomenklatorisches Synonym ist Cleistocactus sulcifer (Rauh & Backeb.) Leuenb. (2002).
In der Roten Liste gefährdeter Arten der IUCN wird die Art als „Endangered (EN)“, d. h. als stark gefährdet geführt.

## Nachweise